# Кондратьев, Андрей Григорьевич
Андрей Григорьевич Кондратьев (7 сентября 1935, Васильевка) — машинист бульдозера специализированного управления землеройных работ № 8 треста «Татнефтепроводстрой» Куйбышевской области. Полный кавалер ордена Трудовой Славы.

## Биография
Родился 7 сентября 1935 года в российском селе Васильевка Новоспасского района Ульяновской области в крестьянской семье.
Трудовую деятельность начал в 1947 году после смерти отца. В двенадцатилетнем возрасте пошёл работать прицепщиком в колхоз. В 1953 году окончил курсы трактористов (тракторист Репьевской машинно-тракторной станции Новоспасского района Ульяновской области). Работал трактористом в МТС. После службы в Советской Армии переехал жить в город Сызрань, где и стал работать бульдозеристом на участке треста «Союзпроводмеханизаия».
С 1960 года – тракторист, машинист бульдозера специализированного управления землеройных работ № 8 треста «Татнефтепроводстрой» в Куйбышевской (ныне - Самарской области).
Принимал участие в строительстве важнейших строек страны: «Средняя Азия – Центр», «Уренгой – Челябинск», «Уренгой – Петровск» и других. За счет применения прогрессивных методов сменные задания у него выполнялись на 130-140 процентов.
Являлся наставником молодых строителей, своей профессии обучил десять человек.
В настоящее время – на пенсии.  Живёт в городе Сызрань Самарской области.

## Награды
- Орден Трудовой Славы:
  - 1-й степени (07.01.1983) — (Указом Президиума Верховного Совета СССР от 7 января 1983 года за самоотверженный высокопроизводительный труд, большие успехи, достигнутые во всесоюзном соцсоревновании в ознаменование 60-летия образования СССР, долголетнюю безупречную работу в одном хозяйстве Кондратьев  Андрей Григорьевич награждён орденом Трудовой Славы 1-й степени).
  - 2-й степени (17.03.1978) — (Указами Президиума Верховного Совета СССР от 11 декабря 1974 года и от 17 марта 1978 года награждён орденами Трудовой Славы 3-й и 2-й степеней).
  - 3-й степени (11.12.1974) — (Указами Президиума Верховного Совета СССР от 11 декабря 1974 года и от 17 марта 1978 года награждён орденами Трудовой Славы 3-й и 2-й степеней).
- Медали.